# محمد عمر (بازیکن فوتبال، زاده ۱۹۷۶)
محمد عمر (عربی: محمد عمر؛ زادهٔ ۱۱ نوامبر ۱۹۷۶) یک بازیکن فوتبال اهل امارات متحده عربی است.
از باشگاه‌هایی که در آن بازی کرده‌است می‌توان به الوصل، العین، الجزیره امارات، الظفره، النصر، عجمان، الوصل، و باشگاه فوتبال النصر عربستان سعودی اشاره کرد.
وی همچنین در تیم ملی فوتبال امارات متحده عربی بازی کرده است.